# Diritti LGBT in Danimarca
La Danimarca, come il resto della Scandinavia, è molto liberale nei confronti dei diritti concessi alle persone lesbiche, gay, bisessuali e transgender (LGBT). 
Infatti, il paese è da sempre tra i più avanzati su questo tema: la depenalizzazione delle attività omosessuali risale al 1933 (primo paese nella regione a farlo), sebbene soltanto nel 1977 l'età del consenso fu fissata a 15 anni sia per i rapporti etero che per quelli omosessuali.
Inoltre, la Danimarca è stata anche la prima nazione al mondo a riconoscere le unioni civili tra persone dello stesso sesso nel 1989; tuttavia, essa è stata soltanto l'undicesima al mondo a legalizzare i matrimoni fra persone dello stesso sesso, quando il 7 giugno 2012 fu approvato un provvedimento che diede valore legale a questi e che entrò in vigore otto giorni dopo.

## Riconoscimento delle relazioni omosessuali
Il matrimonio tra persone dello stesso sesso è stato legalizzato in Danimarca il 15 giugno 2012, dopo il voto del Parlamento danese del 7 giugno in favore del matrimonio di genere neutro, anche nella Chiesa di Danimarca.

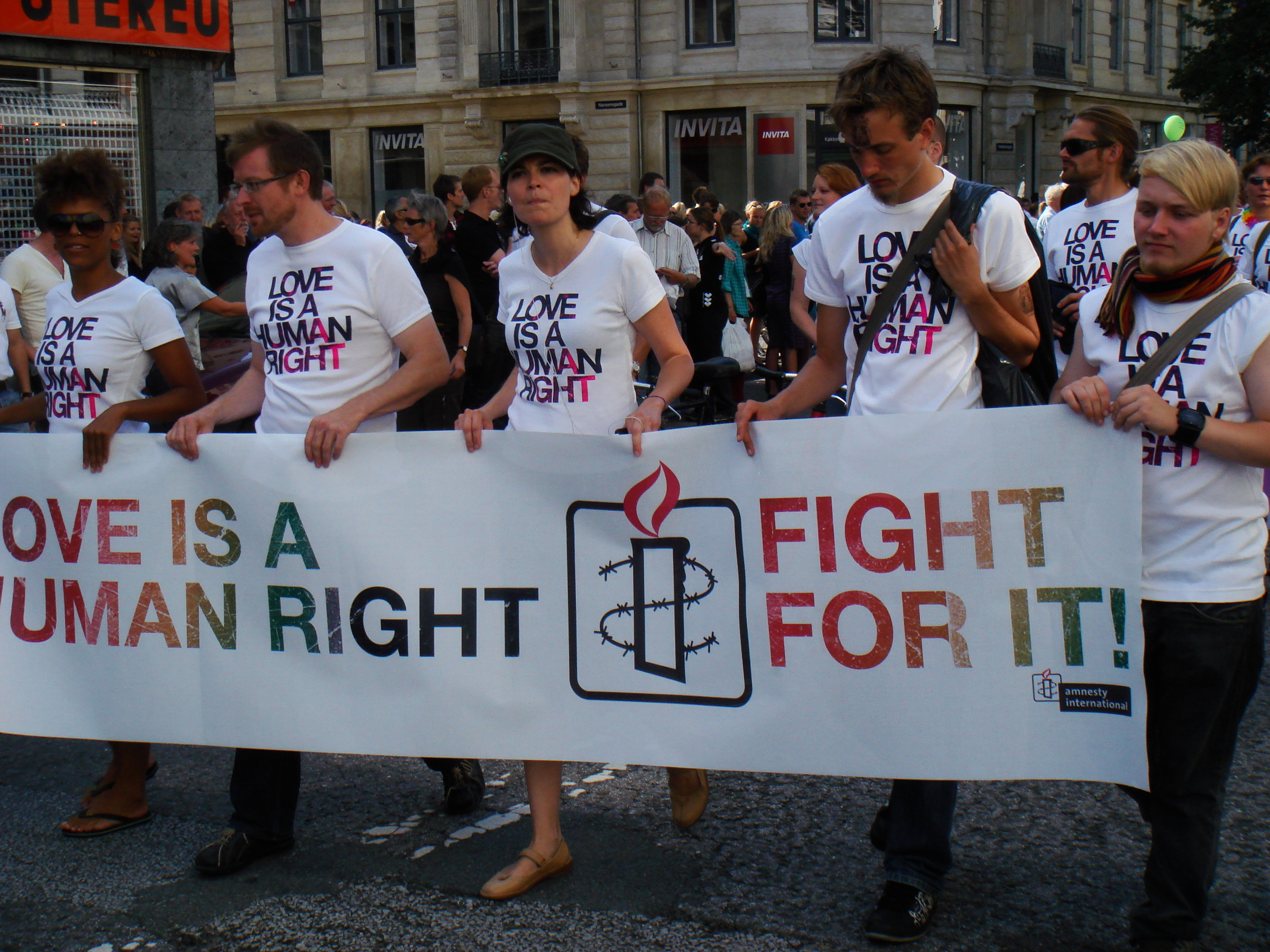
Un'immagine del gay pride del 2008 che si tenne nella capitale Copenaghen.

Il governo danese depositò tale legge in Parlamento il 14 marzo 2012. In precedenza, le coppie omosessuali potevano accedere alle unioni civili (registreret partnerskab) dal 1989.

## Leggi contro la discriminazione
La legge danese vieta severamente la discriminazione basata sull'orientamento sessuale; sono previste inoltre delle aggravanti qualora queste discriminazioni costituiscano una propaganda.
Inoltre, la "Lov om forbud mod forskelsbehandling på grund af race" (Legge sulla proibizione della discriminazione in base alla razza) del 1987 non permette agli esercizi commerciali di rifiutarsi di servire persone anche sulla base dell'orientamento sessuale. 
Più tardi, nel 1996, fu approvata la "Lov om om forbud mod forskelsbehandling på arbejdsmarkedet" (Legge sulla proibizione della discriminazione in ambito lavorativo) che anche in questo caso tutelava diverse categorie della società generalmente soggette a discriminazioni, tra cui anche gli omosessuali.

## Servizio militare

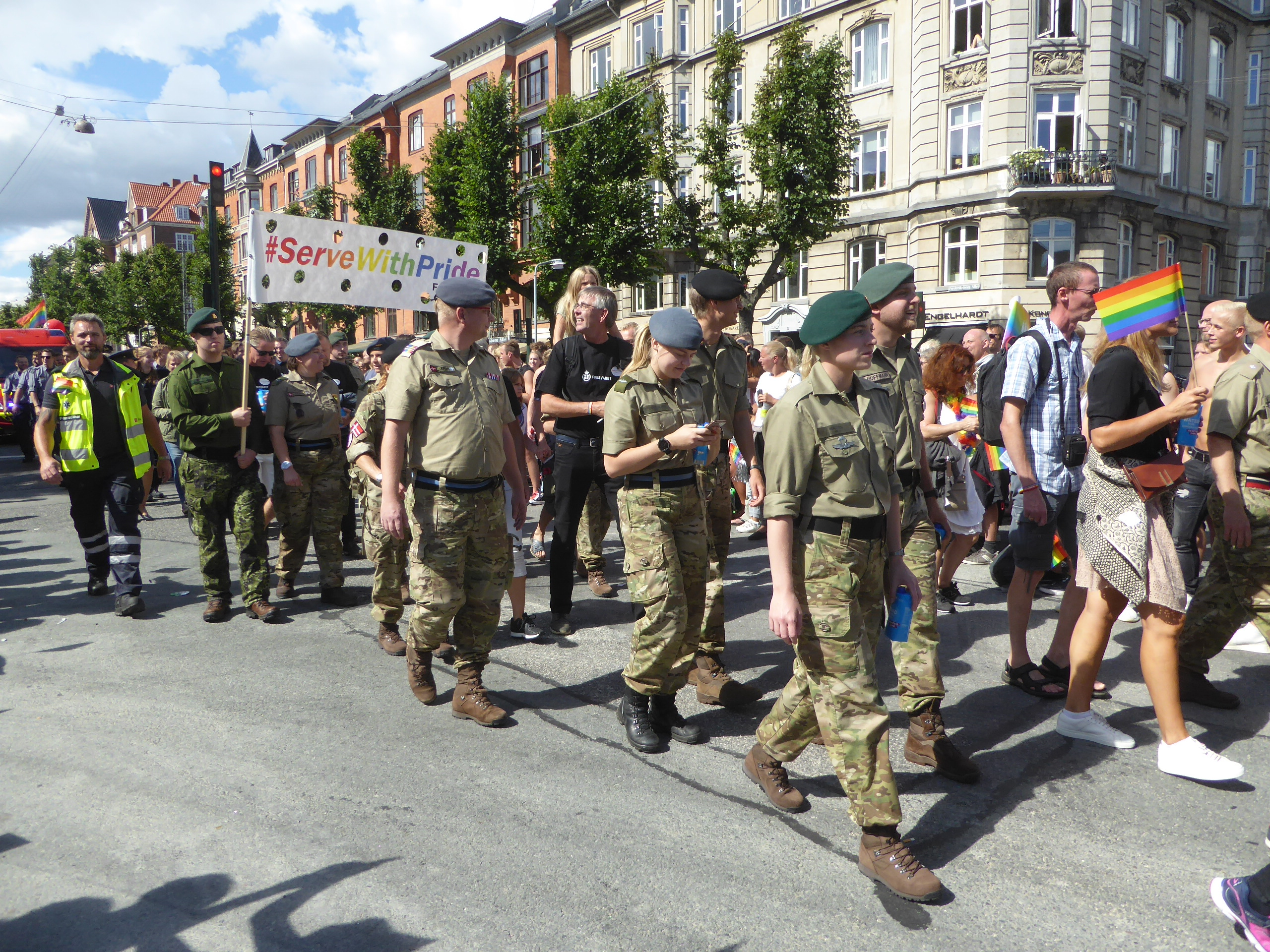
Copenhagen Pride 2017

Gli omosessuali possono servire apertamente nelle forze armate fin dal 1978.

## Asilo per le persone transgender
Nel febbraio 2013, una guatemalteca è diventata la prima transgender a ricevere il diritto di asilo in Danimarca a causa della persecuzione ai suoi danni nel suo paese natale.

## Donazione di sangue
Nel maggio 2014, sei partiti politici danesi hanno invitato il ministro della salute Nick Hækkerup ad abolire il divieto che vieta ai gay e ai due uomini di essere autorizzati a donare il sangue.

## Opinione pubblica sui diritti LGBT
Un sondaggio dell'Unione europea risalente al dicembre 2006 rivelò che il 69% dei danesi sosteneva i matrimoni omosessuali.
Dunque risultò che la Danimarca era la terza nazione europea che dava maggior sostegno a tale riconoscimento, piazzandosi alle spalle dei Paesi Bassi (82%) e della Svezia (71%).
Un sondaggio condotto dall'agenzia YouGov tra il 27 dicembre 2012 ed il 6 gennaio 2013 ha rilevato che ben il 79% dei danesi è favorevole al matrimonio tra persone dello stesso sesso, con il 16% contrario ed il 6% che non aveva opinioni in materia. 
Insieme alla Svezia, la Danimarca è dunque risultato il paese più aperto del Nord Europa su tale argomento.
Per quanto riguarda invece il tema delle adozioni da parte di coppie dello stesso sesso, una più ristretta maggioranza (59%) si è dichiarata favorevole, con il fronte dei contrari che è pari al 31% e quello di chi non sapeva rispondere all'11%.

## Nel cinema
- Du er ikke alene, regia di Lasse Nielsen e Ernst Johansen (1978)

- Spiagge (Venner for altid), regia di Stefan Henszelman (1986)
- Gayniggers from Outer Space, regia di Morten Lindberg - cortometraggio (1992)
- Una lei tra di noi (En kort en lang), regia di Hella Joff (2001)
- All About Anna, regia di Jessica Nilsson (2005)
- A Soap (En soap), regia di Pernille Fischer Christensen (2006)
- Fratellanza - Brotherhood (Broderskab), regia di Nicolo Donato (2009)
- Rosa Morena, regia di Carlos Augusto de Oliveira (2010)
- Love Is All You Need (Den skaldede frisør), regia di Susanne Bier (2012)
- Nymphomaniac, regia di Lars von Trier (2013)
- Kapgang, regia di Niels Arden Oplev (2014)

## Tabella riassuntiva
| Attività omosessuali                                                                                        | (dal 1933) |
| Età del consenso uguale                                                                                     | (dal 1977) |
| Omosessuali ammessi al servizio militare                                                                    | (dal 1978) |
| Declassificazione dell'omosessualità dall'elenco delle malattie                                             | (dal 1981) |
| Leggi anti-discriminazione (solo in ambito lavorativo)                                                      | (dal 1987) |
| Riconoscimento delle coppie omosessuali (con diritti molto limitati)                                        | (dal 1986) |
| Riconoscimento delle coppie omosessuali (con diritti simili al matrimonio)                                  | (dal 1989) |
| Leggi anti-discriminazione                                                                                  | (dal 2004) |
| Matrimonio fra persone dello stesso sesso                                                                   | (dal 2012) |
| Adozione del figlio del partner da parte di coppie omosessuali                                              | (dal 1999) |
| Adozione congiunta da parte di coppie omosessuali                                                           | (dal 2010) |
| Surrogazione di maternità per le coppie formate da due uomini                                               | No         |
| Accesso all'inseminazione artificiale e alla FIVET per donne sposate o in relazione stabile con altre donne | (dal 2006) |
| Donazione di sangue da parte di uomini gay                                                                  | No         |